# Hyginus Kim Hee-joong
Hyginus Kim Hee-joong (ur. 21 lutego 1947 w Mokpo) – koreański duchowny katolicki, arcybiskup Gwangju w latach 2010–2022.

## Życiorys
Święcenia kapłańskie otrzymał 5 lipca 1975 i został inkardynowany do archidiecezji Gwangju. Był m.in. wykładowcą miejscowego seminarium (1983-2002) i proboszczem kilku parafii w Gwangju.

### Episkopat
9 lipca 2003 został mianowany biskupem pomocniczym archidiecezji Gwangju ze stolicą tytularną Corniculana. Sakry biskupiej udzielił mu 18 sierpnia 2003 ówczesny metropolita Gwangju - arcybiskup Andreas Choi Chang-mou. Po sakrze został wikariuszem generalnym archidiecezji.
10 lipca 2009 papież Benedykt XVI minował go arcybiskupem koadiutorem Gwangju. W dniu 25 marca 2010 roku ten sam papież mianował go arcybiskupem metropolitą Gwangju.
19 listopada 2022 papież Franciszek przyjął jego rezygnację z pełnionego urzędu, złożoną ze względu na wiek.
W październiku 2014 został wybrany przewodniczącym koreańskiej Konferencji Episkopatu.